# مرتوس (دهانه)
مرتوس یک دهانه برخوردی در ماه‌ است.

## دهانه‌های اقماری
این دهانه ۲ دهانه اقماری دارد.
| Moretus | عرض جغرافیایی | طول جغرافیایی | قطر          |
| ------- | ------------- | ------------- | ------------ |
| A       | ۷۰.۴° S       | ۱۳.۸° W       | ۳۲.۰ کیلومتر |
| C       | ۷۲.۶° S       | ۱۱.۲° W       | ۱۷.۰ کیلومتر |